# Kurt Bodewig
Kurt Bodewig, né le 26 avril 1954 à Rheinberg, est un homme politique allemand appartenant au Parti social-démocrate d'Allemagne (SPD).
De 2000 à 2002, il est ministre fédéral des Transports et de la Construction de la première coalition rouge-verte dirigée par Gerhard Schröder.

## Biographie
Après avoir obtenu son certificat général de l'enseignement secondaire, il suit une formation d'agent immobilier, qu'il achève en 1976 en passant son Abitur avec succès. Il exerce ensuite pendant cinq ans son métier pour le compte de la caisse d'épargne de Düsseldorf.
En 1981, il accomplit son service civil, puis devient directeur du bureau de l'association Arbeiterwohlfart chargé du service civil dans la région du Rhin-Inférieur, en Rhénanie-du-Nord-Westphalie. Il conserve ce poste cinq ans, puis obtient celui de directeur département au sein de la fédération régionale de la Confédération allemande des syndicats (DGB), qu'il occupe jusqu'en 2000.
Président d'honneur du Forum de la mer Baltique et président du conseil consultatif d'Inea Solutions GmbH à Hambourg, Kurt Bodewig est conseiller chez KPMG et membre du conseil de surveillance de la Global Panel Foundation. En 2007, il est élu président de l'Organisation allemande de la sécurité routière (DVW).
Il est marié, père de deux enfants, et vit aujourd'hui à Hambourg.

## Vie politique

### Au sein du SPD
Il adhère au Parti social-démocrate d'Allemagne (SPD) en 1973, et accède à la présidence des Jusos, organisation de jeunesse du SPD, dans le Rhin-Inférieur en 1982 pour six ans. En 1995, il est élu président du SPD dans l'arrondissement de Neuss, un poste qu'il cumule avec celui de président du SPD dans le Rhin-Inférieur à partir de 2002.
Il entre au comité directeur fédéral en 2001, et renonce à ces fonctions dans le Rhin-Inférieur deux ans plus tard. En 2005, il abandonne toute responsabilité au sein du SPD.

### Au sein des institutions
En 1998, il est élu député fédéral de Rhénanie-du-Nord-Westphalie au Bundestag. Nommé secrétaire d'État parlementaire du ministère fédéral des Transports, de la Construction et du Logement le 20 mars 2000, Kurt Bodewig prend la direction de ce département ministériel le 20 novembre suivant. Il est alors le troisième en deux ans à occuper ce poste. Il assure au cours de son mandat la mise en place d'un péage pour poids lourds qui, chaque année, rapporte 3,5 milliards d'euros à l'État fédéral allemand.
Il est réélu député en 2002 mais quitte le gouvernement fédéral, et devient vice-président de la commission parlementaire des Affaires de l'Union européenne. Il se voit reconduit à ce poste après les élections fédérales anticipées de 2005, mais ne se représente pas au scrutin de 2009 et quitte alors la vie politique.